# 約翰·羅素·波普
約翰·羅素·波普（John Russell Pope，1873年4月24日—1937年8月27日）是一位美國建築師，華盛頓特區的許多公共建築是由他設計的，其中包括國家檔案館大樓、杰斐逊纪念堂、國家美術館西翼。

## 生平
波普出生於紐約市，其父是一位肖像畫家。波普曾在哥倫比亞大學學習建築學，1894年畢業。後來獲得了第一屆羅馬獎建築獎，并前往罗马美国学院求學。
抵達歐洲後，他曾遊歷過意大利和希臘，研究過這些國家的古建築。1896年前往巴黎法國美術學院求學。1900年返回美國開始自己的事業。

## 外部連接
- University Club, Milwaukee （页面存档备份，存于）
- .   [2019-03-13]. （原始内容存档于2001-11-17）.
- .   [2019-03-13]. （原始内容存档于2005-03-28）.